# 京洛五人男
『阪妻追善記念映画 京洛五人男』（ばんつまついぜんきねんえいがきょうらくごにんおとこ）は、1956年10月6日に松竹が配給した、大曾根辰保監督による、阪東妻三郎追悼記念の時代劇映画で、豪華キャストを揃えて製作された。
これまで、父である阪東妻三郎と比較されることを嫌がり、頑なに時代劇映画への出演を拒んでいた田村高廣だが、追悼映画ということで時代劇作品への初出演を果たした。
武市半平太、桂小五郎、坂本竜馬らと新選組との駆け引きなどを中心に描いた映画である。

## 出演者
- 高田浩吉 : 武市半平太
- 山田五十鈴 : お芳
- 田村高廣 : 桂小五郎
- 大河内傳次郎 : 拳骨和尚
- 北上弥太朗 : 八田利兵衛
- 近衛十四郎 : 坂本竜馬
- 高村俊郎 : 徳川慶喜
- 伊吹友木子 : 雛菊
- 紫千代 : 君竜
- 小山明子 : 志乃
- 浅茅しのぶ : おちか
- 雪代敬子 : お豊
- 市川小太夫 : 桝屋喜右衛門
- 生方功 : 宮部鼎蔵
- 田中敬介 : 杉田
- 大友富右衛門 : 吉田稔麿
- 永田光男 : 八坂の辰五郎
- 富本民平 : 三条小鍛冶
- 山路義人 : 土方歳三
- 森美樹 : 沖田総司
- 戸上城太郎 : 永倉新八
- 田中謙三 : 藤堂平助
- 中田耕二 : 山崎丞
- 海江田譲二 : 村田忠之進
- 藤間林太郎 : 松平容保
- 寺島貢 : 松平定敬
- 光妙寺三郎 : 谷三十郎
- 南光明 : 侍大将
- 天野刃一 : 原田佐之助
- 野沢英一 : 油屋伊左衛門
- 青山宏 : 伊八
- 西川ヒノデ : 町人
- 乃木年雄 : 見廻組隊士
- 高野真二 : 大庭嘉八郎
- 瑳峨三智子 : 幾松
- 中村賀津雄 : 近藤周平
- 松本幸四郎 : 近藤勇

## スタッフ
- 監督：大曾根辰保
- 製作 : 岸本吟一
- 脚本 :小国英雄
- 撮影：石本秀雄
- 音楽：木下忠司
- 美術：水谷浩